# 구당서
| 이름          | 저자                 | 권수 |
| ------------- | -------------------- | ---- |
| 사기          | 전한·사마천          | 130  |
| 한서          | 후한·반고·배인       | 100  |
| 후한서        | 유송·범엽·배송지     | 120  |
| 삼국지        | 서진·진수·배잠       | 65   |
| 진서(晉書)    | 당·방현령·배행검 등  | 130  |
| 송서          | 양·심약              | 100  |
| 남제서        | 양·소자현            | 59   |
| 양서          | 당·요사렴            | 56   |
| 진서(陳書)    | 당·요사렴            | 36   |
| 위서          | 북제·위수            | 114  |
| 북제서        | 당·이백약            | 50   |
| 주서          | 당·영호덕분 등       | 50   |
| 수서          | 당·위징 등           | 85   |
| 남사          | 당·이연수            | 80   |
| 북사          | 당·이연수            | 100  |
| 구당서        | 후진·유후 등         | 200  |
| 신당서        | 송·구양수 등         | 225  |
| 구오대사      | 송·설거정 등         | 150  |
| 신오대사      | 송·구양수            | 74   |
| 송사          | 원·토크토 등         | 496  |
| 요사          | 원·토크토 등         | 116  |
| 금사          | 원·토크토 등         | 135  |
| 원사          | 명·송렴 등           | 210  |
| 명사          | 청·장정옥 등         | 332  |
| 신원사*       | 중화민국·커샤오민 등 | 257  |
| 청사고*       | 중화민국·자오얼쑨 등 | 536  |
| v • d • e • h |                      |      |

구당서(舊唐書)는 당나라(唐, 618년 ~ 907년)의 정사(正史)로 이십사사(二十四史) 가운데 하나이다. 당 고조의 건국부터 나라가 멸망까지에 21명의 황제(皇帝)가 통치한 290년 동안의 당나라 역사의 기록으로 941년에 편찬을 시작해 945년에 완성되었다. 처음에는 《이씨서(李氏書)》라고 하였으나, 후에 《당서(唐書)》로 고쳤으며, 북송(北宋) 시기에 《신당서(新唐書)》를 다시 편찬하였기 때문에 《구당서》라고 다시 고쳐 부르게 되었다. 당나라 멸망 직후의 사료 부족으로 후반부는 부실하고 전반부도 선행의 여러 사료에서 발췌한 것이기 때문에 일관성이 부족하나 당대 원사료의 문장이 그대로 남아 있어 사료적 가치가 있다.

## 개요
완성 및 주상(奏上)은 후진 개운(開運) 2년(945년) 6월로, 그 이듬해에 후진이 멸망하는 바람에 편찬책임자가 도중에 교체되는 등 우여곡절을 겪었고, 덕분에 한 인물이 두 개의 열전으로 나뉘어 수록되어 있다거나 초당(初唐) 시기에 비해 만당(晩唐) 시기에 대한 기술이 다소 빈약하다는 등의 문제점이 제기되기도 한다. 그래서 후세의 평판은 좋지 않았고, 북송(北宋) 시대에 다시 《신당서(新唐書)》가 편찬되기에 이르렀다. 그러나 거꾸로 당대 실록 등의 1차 사료의 원문들이 고스란히 인용되어 있어, 사료적인 가치에 있어서는 오히려 《구당서》가 더 높은 평가를 받고 있다.

## 편찬
후진(後晉) 천복(天福) 6년 2월 9일(율리우스력 941년 3월 9일)에 고조 석경당의 명에 의하여 초기에는 감수국사(監修國史) 조영(趙瑩, 885년 ~ 951년)을 필두로 장소원(張昭遠, 894년 ~ 972년), 가위(賈緯), 조희(趙熙, ? ~ 947년), 정수익(鄭受益, ? ~ 943년), 이위광(李爲光) 등이 편찬에 참여하였다. 개운(開運) 원년 7월 19일(율리우스력 944년 8월 10일)에 감수국사가 유후(劉昫)로 교체 되었다. 개운 2년 6월 1일(율리우스력 945년 7월 12일)에 구당서를 완성하면서 소제 석중귀에게 구당서를 바쳤다.

## 동이 열전 기록
발해사의 해석 문제에서 《구당서》와 《신당서》는 각기 "발해말갈의 대조영은 고려의 별종이다." "발해는 본래 속말말갈로 고구려에 더부살이하던 족속인데 성은 대씨였다."라고 기술해, 발해의 건국 시조인 대조영이 고구려 유민(혹은 속말말갈계 고구려인)이냐 말갈인이냐에 대해 한국 학계와 중국, 일본 학계의 해석이 다르다.
또한 당시 일본열도에 대해 「왜국전」(倭國傳)과 「일본국전」(日本國傳) 두 열전이 입전되어 있는데, 「일본국은 왜국의 별종이다. 그 나라가 해 뜨는 변두리에 있으므로 나라 이름을 일본이라고 하였다. 또는 왜국이 스스로 그 이름이 아름답지 않음을 꺼려서 일본이라고 고쳤다고도 하고, 일본은 예로부터 소국이었는데 왜국의 땅을 병합하였다고도 한다.」고 되어 있다. 이 기록은 송대 초기의 《태평어람》(太平御覧)에도 인용되었는데 이 기록에 대해서는 편찬과정에서 존재했던 일본의 존재에 영향을 받았다고 여겨지기도 한다. 다른 설도 존재한다. 예를 들어 일본의 모리 기미유키(森公章)는 「일본」이라는 국호 성립 이후에 최초의 견당사(遣唐使)가 파견되었던 702년 이후에도 국호변경 사유를 일본측에서 특별히 밝히지 않았을 가능성을 지적하였고, 오오바 오사무(大庭脩)는 이를 간단히 편찬 과정에서의 실수라기보다는 「왜국전」과 「일본국전」의 왜국(일본) 관련 기사의 중절된 시간대에는 백강구 전투 및 임신의 난이 있었으며 당시의 중국측에는 임신의 난에 의해 「왜국」(덴지 천황의 정권)이 무너지고 「일본국」(덴무 천황의 정권)이 성립되었다고 보는 견해가 존재했기에 이에 대해 확실하게 결론을 내지 못한 채 이설로써 모두 병기했을 가능성을 지적하고 있다.

## 구성
- 《본기(本紀)》20권, 《지(志)》 30권, 《열전(列傳)》150권을 합쳐 총 200권으로 구성됨.

### 본기(本紀)
| ###     | ###       | 제목               | 군주               | 시기(음력)                                                    | 비고 |
| ------- | --------- | ------------------ | ------------------ | ------------------------------------------------------------- | ---- |
| 권1     | 본기1     | 고조(高祖)         | 고조(高祖)         | 613년 ~ 635년 5월 (수 대업(大業) 9년 ~ 정관(貞觀) 9년)        |      |
| 권2     | 본기2     | 태종(太宗) 상      | 태종(太宗)         | 617년 12월 ~ 629년 12월 (수 의녕(義寧) 원년 ~ 정관(貞觀) 3년) |      |
| 권3     | 본기3     | 태종(太宗) 하      | 태종(太宗)         | 630년 1월 ~ 649년 5월 (정관(貞觀) 4년 ~ 정관(貞觀) 23년)      |      |
| 권4     | 본기4     | 고종(高宗) 상      | 고종(高宗)         | 649년 5월 ~ 665년 12월 (정관(貞觀) 23년 ~ 인덕(麟德) 2년)     |      |
| 권5     | 본기5     | 고종(高宗) 하      | 고종(高宗)         | 666년 1월 ~ 683년 12월 (인덕(麟德) 3년 ~ 홍도(弘道) 원년)     |      |
| 권6     | 본기6     | 측천황후(則天皇后) | 측천황후(則天皇后) | 683년 12월 ~ 705년 11월 (홍도(弘道) 원년 ~ 신룡(神龍) 원년)   |      |
| 권7     | 본기7     | 중종(中宗)         | 중종(中宗)         | 705년 1월 ~ 716년 6월 (신룡(神龍) 원년 ~ 개원(開元) 4년)      |      |
| 권7     | 본기7     | 예종(睿宗)         | 예종(睿宗)         | 705년 1월 ~ 716년 6월 (신룡(神龍) 원년 ~ 개원(開元) 4년)      |      |
| 권8     | 본기8     | 현종(玄宗) 상      | 현종(玄宗)         | 710년 6월 ~ 736년 12월 (경룡(景龍) 4년 ~ 개원(開元) 24년)     |      |
| 권9     | 본기9     | 현종(玄宗) 하      | 현종(玄宗)         | 737년 1월 ~ 761년 4월 (개원(開元) 25년 ~ 상원(上元) 2년)      |      |
| 권10    | 본기10    | 숙종(肅宗)         | 숙종(肅宗)         | 754년 1월 ~ 762년 4월 (천보(天寶) 13재 ~ 보응(寶應) 원년)     |      |
| 권11    | 본기11    | 대종(代宗)         | 대종(代宗)         | 762년 4월 ~ 779년 5월 (보응(寶應) 원년 ~ 대력(大曆) 14년)     |      |
| 권12    | 본기12    | 덕종(德宗) 상      | 덕종(德宗)         | 779년 5월 ~ 787년 12월 (대력(大曆) 14년 ~ 정원(貞元) 3년)     |      |
| 권13    | 본기13    | 덕종(德宗) 하      | 덕종(德宗)         | 788년 1월 ~ 805년 1월 (정원(貞元) 4년 ~ 정원(貞元) 21년)      |      |
| 권14    | 본기14    | 순종(順宗)         | 순종(順宗)         | 805년 1월 ~ 811년 12월 (정원(貞元) 21년 ~ 원화(元和) 6년)     |      |
| 권14    | 본기14    | 헌종(憲宗) 상      | 헌종(憲宗)         | 805년 1월 ~ 811년 12월 (정원(貞元) 21년 ~ 원화(元和) 6년)     |      |
| 권15    | 본기15    | 헌종(憲宗) 하      | 헌종(憲宗)         | 812년 1월 ~ 820년 1월 (원화(元和) 7년 ~ 원화(元和) 15년)      |      |
| 권16    | 본기16    | 목종(穆宗)         | 목종(穆宗)         | 820년 1월 ~ 824년 1월 (원화(元和) 15년 ~ 장경(長慶) 4년)      |      |
| 권17-상 | 본기17-상 | 경종(敬宗)         | 경종(敬宗)         | 824년 1월 ~ 829년 12월 (장경(長慶) 4년 ~ 대화(大和) 3년)      |      |
| 권17-상 | 본기17-상 | 문종(文宗) 상      | 문종(文宗)         | 824년 1월 ~ 829년 12월 (장경(長慶) 4년 ~ 대화(大和) 3년)      |      |
| 권17-하 | 본기17-하 | 문종(文宗) 하      | 문종(文宗)         | 829년 12월 ~ 840년 1월 (대화(大和) 4년 ~ 개성(開成) 5년)      |      |
| 권18-상 | 본기18-상 | 무종(武宗)         | 무종(武宗)         | 840년 1월 ~ 846년 3월 (개성(開成) 5년 ~ 회창(會昌) 6년)       |      |
| 권18-하 | 본기18-하 | 선종(宣宗)         | 선종(宣宗)         | 846년 3월 ~ 859년 8월 (회창(會昌) 6년 ~ 대중(大中) 13년)      |      |
| 권19-상 | 본기19-상 | 의종(懿宗)         | 의종(懿宗)         | 859년 8월 ~ 873년 7월 (대중(大中) 13년 ~ 함통(咸通) 14년)     |      |
| 권19-하 | 본기19-하 | 희종(僖宗)         | 희종(僖宗)         | 873년 7월 ~ 888년 3월 (함통(咸通) 14년 ~ 문덕(文德) 원년)     |      |
| 권20-상 | 본기20-상 | 소종(昭宗)         | 소종(昭宗)         | 888년 2월 ~ 904년 8월 (문덕(文德) 원년 ~ 천우(天祐) 원년)     |      |
| 권20-하 | 본기20-하 | 애제(哀帝)         | 애제(哀帝)         | 904년 8월 ~ 907년 3월 (천우(天祐) 원년 ~ 천우(天祐) 4년)      |      |

### 지(志)
| ###  | ###  | 부제          | 목록 | 비고 |
| ---- | ---- | ------------- | --- | ---- |
| 권21 | 지1  | 예의(禮儀) 1  | |      |
| 권22 | 지2  | 예의(禮儀) 2  | |      |
| 권23 | 지3  | 예의(禮儀) 3  | |      |
| 권24 | 지4  | 예의(禮儀) 4  | |      |
| 권25 | 지5  | 예의(禮儀) 5  | |      |
| 권26 | 지6  | 예의(禮儀) 6  | |      |
| 권27 | 지7  | 예의(禮儀) 7  | |      |
| 권28 | 지8  | 음악(音樂) 1  | |      |
| 권29 | 지9  | 음악(音樂) 2  | |      |
| 권30 | 지10 | 음악(音樂) 3  | |      |
| 권31 | 지11 | 음악(音樂) 4  | |      |
| 권32 | 지12 | 역(曆) 1      | 무인력(戊寅曆) |      |
| 권33 | 지13 | 역(曆) 2      | 인덕력(麟德曆) |      |
| 권34 | 지14 | 역(曆) 3      | 대연력(大衍曆) |      |
| 권35 | 지15 | 천문(天文) 상 | |      |
| 권36 | 지16 | 천문(天文) 하 | |      |
| 권37 | 지17 | 오행(五行)    | |      |
| 권38 | 지18 | 지리(地理) 1  | 관내도(關內道), 안북대도호부(安北大都護府), 하남도(河南道) |      |
| 권39 | 지19 | 지리(地理) 2  | 하동도(河東道), 선우도호부(單于都護府), 하북도(河北道), 안동도호부(安東都護府), 산남도(山南道) |      |
| 권40 | 지20 | 지리(地理) 3  | 회남도(淮南道), 강남도(江南道), 농우도(隴右道), 하서도(河西道), 북정도호부(北庭都護府), 안서도호부(安西都護府) |      |
| 권41 | 지21 | 지리(地理) 4  | 검남도(劍南道), 영남도(嶺南道) |      |
| 권42 | 지22 | 직관(職官) 1  | 관명칭위(官名稱位), 품계(品階) |      |
| 권43 | 지23 | 직관(職官) 2  | 삼사(三師), 삼공(三公), 상서성(尚書省), 문하성(門下省), 중서성(中書省), 집현전서원(集賢殿書院), 사관(史館), 지궤사(知匭使), 한림원(翰林院), 내교방(內教坊), 습예관(習藝館), 비서성(秘書省), 저작국(著作局), 사천대(司天臺) |      |
| 권44 | 지24 | 직관(職官) 3  | 어사대(御史臺), 전중성(殿中省), 내관(內官), 내시성(內侍省), 태상시(太常寺), 광록시(光祿寺), 위위시(衛尉寺), 종정시(宗正寺), 태복시(太僕寺), 대리시(大理寺), 홍려시(鴻臚寺), 사농시(司農寺), 태부시(太府寺), 국자감(國子監), 소부감(少府監), 장작감(將作監), 도수감(都水監), 무관(武官), 동궁관속(東宮官屬), 동궁무관(東宮武官), 왕부관속공주읍사(王府官屬公主邑司), 주현관원(州縣官員), 원수(元帥), 도통(都統), 초토사(招討使), 방어단련사(防禦團練使) |      |
| 권45 | 지25 | 여복(輿服)    | 거로(車輅), 의복(衣服) |      |
| 권46 | 지26 | 경적(經籍) 상 | 《갑부(甲部)》 역(易), 서(書), 시(詩), 예(禮), 악(樂), 춘추(春秋), 효경(孝經), 논어(論語), 식위(識緯), 경해(經解), 고훈(詁訓), 소학(小學) |      |
| 권46 | 지26 | 경적(經籍) 상 | 《을부(乙部)》 정사(正史), 편년(編年), 위사(偽史), 잡사(雜史), 기거주(起居注), 고사(故事), 직관(職官), 잡전(雜傳), 의주(儀注), 형법(刑法), 목록(目錄), 보첩(譜牒), 지리(地理) |      |
| 권47 | 지27 | 경적(經籍) 하 | 《병부(丙部)》 유가(儒家), 도가(道家), 법가(法家), 명가(名家), 묵가(墨家), 종횡가(縱橫家), 잡가(雜家), 농가(農家), 소설(小說), 천문(天文), 역산(暦算), 병서(兵書), 오행(五行), 잡예술(雜藝術), 유사(類事), 경맥(經脈), 의술(醫術) |      |
| 권47 | 지27 | 경적(經籍) 하 | 《정부(丁部)》 초사(楚詞), 별집(別集), 총집(總集) |      |
| 권48 | 지28 | 식화(食貨) 상 | |      |
| 권49 | 지29 | 식화(食貨) 하 | |      |
| 권50 | 지30 | 형법(刑法)    | |      |

### 열전(列傳)
| ###      | ###        | 부제                 | 목록 | 비고 |
| -------- | ---------- | -------------------- | --- | ---- |
| 권51     | 열전1      | 후비 (后妃) 상       | 고조태목황후(高祖太穆皇后), 태종문덕순성황후(太宗文德順聖皇后), 태종현비 서씨(太宗賢妃 徐氏), 고종폐후 왕씨(高宗廢后 王氏), 서인양제 소씨(庶人良娣 蕭氏), 중종화사황후(中宗和思皇后), 중종위서인(中宗韋庶人), 중종상관소용(중종上官昭容), 예종숙명순성황후(睿宗肅明順聖皇后), 예종소성순성황후(睿宗昭成順聖皇后), 현종폐후 왕씨(玄宗廢后 王氏), 현종정순황후(玄宗貞順皇后), 현종양귀비(玄宗楊貴妃) |      |
| 권52     | 열전2      | 후비 (后妃) 하       | 현종원헌황후(玄宗元獻皇后), 숙종장황후(肅宗張皇后), 숙종위비(肅宗韋妃), 숙종장경황후(肅宗章敬皇后), 대종예진황후(代宗睿眞皇后), 대종최비(代宗崔妃), 대종정의황후(代宗貞懿皇后), 덕종소덕황후(德宗昭德皇后), 덕종위비(德宗韋妃), 순종장헌황후(順宗莊憲皇后), 헌종의안황후(憲宗懿安皇后), 헌종효명황후(憲宗孝明皇后), 여학사상궁 상씨(女學士尙宮 宋氏), 목종공희황후(穆宗恭僖皇后), 경종곽귀비(敬宗郭貴妃), 목종정헌황후(穆宗貞獻皇后), 목종선의황후(穆宗宣懿皇后), 무종왕현비(武宗王賢妃), 선종원소황후(宣宗元昭皇后), 의종혜안황후(懿宗惠安皇后), 소종적선황후(昭宗積善皇后) |      |
| 권53     | 열전3      |                      | 이밀(李密), 단웅신(單雄信) |      |
| 권54     | 열전4      |                      | 왕세충(王世充), 두건덕(竇建德) |      |
| 권55     | 열전5      |                      | 설거(薛擧), 이궤(李軌), 유무주(劉武周), 고개도(高開道), 유흑달(劉黑闥) |      |
| 권56     | 열전6      |                      | 소선(蕭銑), 두복위(杜伏威), 보공석(輔公祏), 심법흥(沈法興), 이자통(李子通), 나예(羅藝), 양사도(梁師都) |      |
| 권57     | 열전7      |                      | 배적(裴寂), 유문정(劉文靜) |      |
| 권58     | 열전8      |                      | 당검(唐儉), 장손순덕(長孫順德), 유홍기(劉弘基), 은교(殷嶠), 유정회(劉政會), 시소(柴紹), 무사확(武士彠) |      |
| 권59     | 열전9      |                      | 굴돌통(屈突通), 임괴(任瓌), 구화(丘和), 허소(許紹), 이습지(李襲志), 강모(姜謩) |      |
| 권60     | 열전10     | 종실 (宗室)          | 영안장왕 효기(永安壯王 孝基), 회안정왕 신통(淮安靖王 神通), 양읍공왕 신부(襄邑恭王 神符), 장평숙왕 숙량(長平肅王 叔良), 양무왕 침(襄武王 琛), 하간원왕 효공(河間元王 孝恭), 여강왕 원(廬江王 瑗), 회양장왕 도현(淮陽壯王 道玄), 강하왕 도종(江夏王 道宗), 농서경왕 부예(隴西敬王 博乂) |      |
| 권61     | 열전11     |                      | 온대아(溫大雅), 진숙달(陳叔達), 두위(竇威) |      |
| 권62     | 열전12     |                      | 이강(李綱), 정선과(鄭善果), 양공인(楊恭仁), 황보무일(皇甫無逸), 이대량(李大亮) |      |
| 권63     | 열전13     |                      | 봉륜(封倫), 소우(蕭瑀), 배구(裴矩), 우문사급(宇文士及) |      |
| 권64     | 열전14     | 고조 제자 (高祖諸子) | 은태자 건성(隱太子 建成), 위회왕 현패(衛懷王 玄霸), 소척왕 이원길(巢刺王 元吉), 초애왕 지운(楚哀王 智雲), 형왕 원경(荊王 元景), 한왕 원창(漢王 元昌), 풍왕 원형(鄷王 元亨), 주왕 원방(周王 元方), 서왕 원례(徐王 元禮), 한왕 원가(韓王 元嘉), 팽사왕 원칙(彭思王 元則), 정혜왕 원의(鄭惠王 元懿), 곽왕 원궤(霍王 元軌), 괵장왕 봉(虢莊王 鳳), 도효왕 원경(道孝王 元慶), 등강왕 원유(鄧康王 元裕), 서왕 원명(舒王 元名), 노왕 영기(魯王 靈夔), 강안왕 원상(江安王 元祥), 밀정왕 원효(密貞王 元曉), 등왕 원영(滕王 元嬰) |      |
| 권65     | 열전15     |                      | 고사겸(高士廉), 장손무기(長孫無忌) |      |
| 권66     | 열전16     |                      | 방현령(房玄齡), 두여회(杜如晦) |      |
| 권67     | 열전17     |                      | 이정(李靖), 이적(李勣) |      |
| 권68     | 열전18     |                      | 울지경덕(尉遲敬德), 진숙보(秦叔寶), 정지절(程知節), 단지현(段志玄), 장공근(張公謹) |      |
| 권69     | 열전19     |                      | 후군집(侯君集), 장량(張亮), 설만철(薛萬徹) |      |
| 권70     | 열전20     |                      | 왕규(王珪), 대주(戴冑), 잠문본(岑文本), 두정륜(杜正倫) |      |
| 권71     | 열전21     |                      | 위징(魏徵) |      |
| 권72     | 열전22     |                      | 우세남(虞世南), 이백약(李百藥), 저량(褚亮) |      |
| 권73     | 열전23     |                      | 설수(薛收), 요사렴(姚思廉), 안사고(顔師古), 영호덕분(令狐德棻), 공영달(孔穎達) |      |
| 권74     | 열전24     |                      | 유계(劉洎), 마주(馬周), 최인사(崔仁師) |      |
| 권75     | 열전25     |                      | 소세장(蘇世長), 위운기(韋雲起), 손복가(孫伏伽), 장현소(張玄素) |      |
| 권76     | 열전26     | 태종 제자 (太宗諸子) | 항산왕 승건(恆山王 承乾), 초왕 관(楚王 寬), 오왕 각(吳王 恪), 복공왕 태(濮恭王 泰), 서인 우(庶人 祐), 촉도왕 음(蜀悼王 愔), 장왕 운(蔣王 惲), 월경왕 정(越敬王 貞), 기왕 신(紀王 愼), 강상왕 효(江殤王 囂), 대왕 간(代王 簡), 조왕 복(趙王 福), 조왕 명(曹王 明) |      |
| 권77     | 열전27     |                      | 위정(韋挺), 양찬(楊纂), 유덕위(劉德威), 염입덕(閻立德), 류형(柳亨), 최의현(崔義玄) |      |
| 권78     | 열전28     |                      | 우지녕(于志寧), 고계보(高季輔), 장행성(張行成) |      |
| 권79     | 열전29     |                      | 조효손(祖孝孫), 부인균(傅仁均), 부혁(傅奕), 이순풍(李淳風), 여재(呂才) |      |
| 권80     | 열전30     |                      | 저수량(褚遂良), 한원(韓瑗), 내제(來濟), 상관의(上官儀) |      |
| 권81     | 열전31     |                      | 최돈례(崔敦禮), 노승경(盧承慶), 유상도(劉祥道), 이경현(李敬玄), 이의염(李義琰), 손처약(孫處約), 악언위(樂彦瑋), 조인본(趙仁本) |      |
| 권82     | 열전32     |                      | 허경종(許敬宗), 이의부(李義府) |      |
| 권83     | 열전33     |                      | 곽효각(郭孝恪), 장검(張儉), 소정방(蘇定方), 설인귀(薛仁貴), 정무정(程務挺), 장사귀(張士貴), 조도흥(趙道興) |      |
| 권84     | 열전34     |                      | 유인궤(劉仁軌), 학처준(郝處俊), 배행검(裴行儉) |      |
| 권85     | 열전35     |                      | 당림(唐臨), 장문관(張文瓘), 서유공(徐有功) |      |
| 권86     | 열전36     | 고종 제자 (高宗諸子) | 연왕 충(燕王 忠), 원도왕 효(原悼王 孝), 택왕 상금(澤王 上金), 허왕 소절(許王 素節), 효경황제 홍(孝敬皇帝 弘), 장회태자 현(章懷太子 賢) |      |
| 권86     | 열전36     | 중종 제자 (中宗諸子) | 의덕태자 중윤(懿德太子 重潤), 서인 중복(庶人 重福), 절민태자 중준(節湣太子 重俊), 상황제 중무(殤皇帝 重茂) |      |
| 권87     | 열전37     |                      | 배염(裴炎), 유의지(劉禕之), 위현동(魏玄同), 이소덕(李昭德) |      |
| 권88     | 열전38     |                      | 위사겸(韋思謙), 육원방(陸元方), 소괴(蘇瑰) |      |
| 권89     | 열전39     |                      | 적인걸(狄仁傑), 왕방경(王方慶), 요숙(姚璹) |      |
| 권90     | 열전40     |                      | 왕급선(王及善), 두경검(杜景儉), 주경칙(朱敬則), 양재사(楊再思), 이회원(李懷遠), 두로흠망(豆盧欽望) |      |
| 권91     | 열전41     |                      | 환언범(桓彦範), 경휘(敬暉), 최현위(崔玄暐), 장간지(張柬之), 원서기(袁恕己) |      |
| 권92     | 열전42     |                      | 위원충(魏元忠), 위안석(韋安石), 소지충(蕭至忠), 종초객(宗楚客), 기처눌(紀處訥) |      |
| 권93     | 열전43     |                      | 누사덕(婁師德), 왕효걸(王孝傑), 당휴경(唐休璟), 장인원(張仁愿), 설눌(薛訥), 왕준(王晙) |      |
| 권94     | 열전44     |                      | 소미도(蘇味道), 이교(李嶠), 최융(崔融), 노장용(盧藏用), 서언백(徐彦伯) |      |
| 권95     | 열전45     | 예종 제자 (睿宗諸子) | 양황제 헌(讓皇帝 憲), 혜장태자 총(惠莊太子 摠), 혜문태자 범(惠文太子 範), 혜선태자 업(惠宣太子 業), 수왕 융제(隋王 隆悌) |      |
| 권96     | 열전46     |                      | 요숭(姚崇), 송경(宋璟) |      |
| 권97     | 열전47     |                      | 유유구(劉幽求), 종소경(鐘紹京), 곽원진(郭元振), 장설(張說) |      |
| 권98     | 열전48     |                      | 위지고(魏知古), 노회신(盧懷愼), 원건요(源乾曜), 이원굉(李元紘), 두섬(杜暹), 한휴(韓休), 배요경(裴耀卿) |      |
| 권99     | 열전49     |                      | 최일용(崔日用), 장가정(張嘉貞), 소숭(蕭嵩), 장구령(張九齡), 이적지(李適之), 엄정지(嚴挺之) |      |
| 권100    | 열전50     |                      | 윤사정(尹思貞), 이걸(李傑), 해완(解琬), 필구(畢構), 소향(蘇珦), 정유충(鄭惟忠), 왕지음(王志愔), 노종원(盧從願), 이조은(李朝隱), 배최(裴漼), 왕구(王丘) |      |
| 권101    | 열전51     |                      | 이예(李乂), 설등(薛登), 위주(韋湊), 한사복(韓思復), 장정규(張廷珪), 왕구례(王求禮), 신체부(辛替否) |      |
| 권102    | 열전52     |                      | 마회소(馬懷素), 저무량(褚無量), 유자현(劉子玄), 서견(徐堅), 원행충(元行沖), 오긍(吳兢), 위술(韋述) |      |
| 권103    | 열전53     |                      | 곽건관(郭虔瓘), 장숭(張嵩), 곽지운(郭知運), 왕군(王君), 장수규(張守珪), 우선객(牛仙客), 왕충사(王忠嗣) |      |
| 권104    | 열전54     |                      | 고선지(高仙芝), 봉상청(封常淸), 가서한(哥舒翰) |      |
| 권105    | 열전55     |                      | 우문융(宇文融), 위견(韋堅), 양신긍(楊愼矜), 왕홍(王鉷) |      |
| 권106    | 열전56     |                      | 이임보(李林甫), 양국충(楊國忠), 장위(張暐), 왕거(王琚), 왕모중(王毛仲), 진현례(陳玄禮) |      |
| 권107    | 열전57     | 현종 제자 (玄宗諸子) | 봉천황제 종(奉天皇帝 琮), 폐태자 영(廢太子 瑛), 체왕 염(棣王 琰), 악왕 요(鄂王 瑤), 광왕 거(光王 琚), 하도왕 일(夏悼王 一), 의왕 수(儀王 璲), 영왕 교(潁王 璬), 회애왕 민(懷哀王 敏), 영왕 린(永王 璘), 수왕 모(壽王 瑁), 연왕 분(延王 玢), 성왕 기(盛王 琦), 제왕 환(濟王 環), 신왕 황(信王 瑝), 의왕 빈(義王 玭), 진왕 규(陳王 珪), 풍왕 공(豊王 珙), 항왕 전(恆王 瑱), 양왕 선(涼王 璿), 변애왕 경(汴哀王 璥) |      |
| 권108    | 열전58     |                      | 위견소(韋見素), 최원(崔圓), 최환(崔渙), 두홍점(杜鴻漸) |      |
| 권109    | 열전59     |                      | 풍앙(馮盎), 아사나사이(阿史那社爾), 계필하력(契苾何力), 흑치상지(黑齒常之), 이다조(李多祚), 이사업(李嗣業), 백효덕(白孝德) |      |
| 권110    | 열전60     |                      | 이광필(李光弼), 왕사례(王思禮), 등경산(鄧景山), 신운경(辛雲京) |      |
| 권111    | 열전61     |                      | 최광원(崔光遠), 방관(房琯), 장호(張鎬), 고적(高適), 창최(暢璀) |      |
| 권112    | 열전62     |                      | 이고(李暠), 이린(李麟), 이국정(李國貞), 이환(李峘), 이거(李巨) |      |
| 권113    | 열전63     |                      | 묘진경(苗晉卿), 배면(裴冕), 배준경(裴遵慶) |      |
| 권114    | 열전64     |                      | 노경(魯炅), 배융(裴茙), 내전(來瑱), 주지광(周智光) |      |
| 권115    | 열전65     |                      | 최기(崔器), 조국진(趙國珍), 최관(崔瓘), 경괄(敬括), 위원보(韋元甫), 위소유(魏少游), 위백옥(衛伯玉), 이승(李承) |      |
| 권116    | 열전66     | 숙종 제자 (肅宗諸子) | 월왕 계(越王 係), 승천황제 담(承天皇帝 倓), 위왕 필(衛王 佖), 팽왕 근(彭王 僅), 연왕 한(兗王 僴), 경왕 정(涇王 侹), 운왕 영(鄆王 榮), 양왕 광(襄王 僙), 기왕 수(杞王 倕), 소왕 시(召王 偲), 공의태자 소(恭懿太子 佋), 정왕 동(定王 侗), 송왕 희(宋王 僖) |      |
| 권116    | 열전66     | 대종 제자 (代宗諸子) | 소정태자 막(昭靖太子 邈), 균왕 하(均王 遐), 목왕 술(睦王 述), 단왕 유(丹王 逾), 사왕 련(恩王 連), 한왕 형(韓王 迥), 간왕 구(簡王 遘), 익왕 내(益王 乃), 수왕 신(隋王 迅), 형왕 선(荊王 選), 촉왕 소(蜀王 溯), 흔왕 조(忻王 造), 소왕 섬(韶王 暹), 가왕 운(嘉王 運), 단왕 우(端王 遇), 순왕 휼(循王 遹), 공왕 통(恭王 通), 원왕 규(原王 逵), 아왕 일(雅王 逸) |      |
| 권117    | 열전67     |                      | 엄무(嚴武), 곽영예(郭英乂), 최녕(崔寧), 엄진(嚴震), 엄려(嚴礪) |      |
| 권118    | 열전68     |                      | 원재(元載), 왕앙(王昻), 이소량(李少良), 왕진(王縉), 양염(楊炎), 여간(黎幹), 유준(庾準) |      |
| 권119    | 열전69     |                      | 양관(楊綰), 최우보(崔祐甫), 상곤(常袞) |      |
| 권120    | 열전70     |                      | 곽자의(郭子儀) |      |
| 권121    | 열전71     |                      | 복고회은(僕固懷恩), 양숭의(梁崇義), 이회광(李懷光) |      |
| 권122    | 열전72     |                      | 장헌성(張獻誠), 노사공(路嗣恭), 곡환(曲環), 진한형(進漢衡), 양조성(楊朝晟), 번택(樊澤), 이숙명(李叔明), 배주(裴冑) |      |
| 권123    | 열전73     |                      | 유안(劉晏), 제오기(第五琦), 반굉(班宏), 반소(班紹), 이손(李巽) |      |
| 권124    | 열전74     |                      | 설숭(薛嵩), 영호창(令狐彰), 전신공(田神功), 후희일(侯希逸), 이정기(李正己) |      |
| 권125    | 열전75     |                      | 장일(張鎰), 유종일(劉從一), 소복(蕭復), 류혼(柳渾) |      |
| 권126    | 열전76     |                      | 이규(李揆), 이함(李涵), 진소유(陳少游), 노악(盧鸑), 배서(裴諝) |      |
| 권127    | 열전77     |                      | 요영언(姚令言), 장광성(張光晟), 원휴(源休), 교림(喬琳), 장섭(張涉), 장진(蔣鎭), 홍경륜(洪經綸), 팽언(彭偃) |      |
| 권128    | 열전78     |                      | 단수실(段秀實), 안진경(顔眞卿) |      |
| 권129    | 열전79     |                      | 한황(韓滉), 장연상(張延賞) |      |
| 권130    | 열전80     |                      | 왕여(王璵), 이필(李泌), 최조(崔造), 관파(關播) |      |
| 권131    | 열전81     |                      | 이면(李勉), 이고(李皋), 이상고(李像古), 이도고(李道古) |      |
| 권132    | 열전82     |                      | 이포옥(李抱玉), 이포진(李抱眞), 왕건휴(王虔休), 노종사(盧從史), 이봉(李芃), 이징(李澄) |      |
| 권133    | 열전83     |                      | 이성(李晟) |      |
| 권134    | 열전84     |                      | 마수(馬燧), 혼감(渾瑊) |      |
| 권135    | 열전85     |                      | 노기(盧杞), 백지정(白志貞), 배연령(裴延齡), 위거모(韋渠牟), 이제운(李齊運), 이실(李實), 위집의(韋執誼), 왕숙문(王叔文), 정이(程異), 황보변(皇甫抃) |      |
| 권136    | 열전86     |                      | 두참(竇參), 제영(齊映), 유자(劉滋), 노매(盧邁), 최손(崔損), 제항(齊抗) |      |
| 권137    | 열전87     |                      | 서호(徐浩), 조연(趙涓), 유태진(劉太眞), 이서(李紓), 소설(邵說), 우소(于邵), 최원한(崔元翰), 우공이(于公異), 여위(呂渭), 정운규(鄭雲逵), 이익(李益), 이하(李賀) |      |
| 권138    | 열전88     |                      | 조경(趙憬), 위륜(韋倫), 가탐(賈耽), 강공보(姜公輔) |      |
| 권139    | 열전89     |                      | 육지(陸贄) |      |
| 권140    | 열전90     |                      | 위고(韋皋), 장건봉(張建封), 노군(盧群) |      |
| 권141    | 열전91     |                      | 전승사(田承嗣), 전홍정(田弘正), 장효충(張孝忠) |      |
| 권142    | 열전92     |                      | 이보신(李寶臣), 왕무준(王武俊), 왕정주(王廷湊) |      |
| 권143    | 열전93     |                      | 이회선(李懷仙), 주도(朱滔), 유평(劉怦), 정일화(程日華), 이전략(李全略) |      |
| 권144    | 열전94     |                      | 상가고(尙可孤), 이관(李觀), 대휴안(戴休顔), 양혜원(陽惠元), 이원량(李元諒), 한유괴(韓遊瑰), 가은림(賈隱林), 두희전(杜希全), 울지승(尉遲勝), 형군아(邢君牙), 양조성(楊朝晟), 장경칙(張敬則) |      |
| 권145    | 열전95     |                      | 유현좌(劉玄佐), 동진(董晉), 육장원(陸長源), 유전량(劉全諒), 이충신(李忠臣), 이희렬(李希烈), 오소성(吳少誠) |      |
| 권146    | 열전96     |                      | 설파(薛播), 포방(鮑防), 이자량(李自良), 이설(李說), 엄수(嚴綬), 소흔(蕭昕), 두아(杜亞), 왕위(王緯), 이약초(李若初), 우기(于頎), 노징(盧徵), 양빙(楊憑), 정원(鄭元), 두겸(杜兼), 배분(裴玢), 설비(薛伾) |      |
| 권147    | 열전97     |                      | 두황상(杜黃裳), 고영(高郢), 두우(杜佑) |      |
| 권148    | 열전98     |                      | 배게(裴垍), 이길보(李吉甫), 이번(李籓), 권덕여(權德輿) |      |
| 권149    | 열전99     |                      | 우휴렬(于休烈), 영호환(令狐峘), 귀숭경(歸崇敬), 해척(奚陟), 장천(張薦), 장예(蔣乂), 류등(柳登), 심전사(沈傳師) |      |
| 권150    | 열전100    | 덕종 제자 (德宗諸子) | 서왕 의(舒王 誼), 통왕 심(通王 諶), 건왕 량(虔王 諒), 숙왕 상(肅王 詳), 문경태자 원(文敬太子 謜), 자왕 겸(資王 謙), 대왕 인(代王 諲), 소왕 계(昭王 誡), 흠왕 악(欽王 諤), 진왕 함(珍王 諴) |      |
| 권150    | 열전100    | 순종 제자 (順宗諸子) | 담왕 경(覃王 經), 균왕 위(均王 緯), 서왕 종(漵王 縱), 거왕 서(莒王 紓), 밀왕 주(密王 綢), 순왕 종(郇王 綜), 소왕 약(邵王 約), 송왕 결(宋王 結), 집왕 상(集王 緗), 기왕 구(冀王 絿), 화왕 기(和王 綺), 형왕 현(衡王 絢), 흠왕 적(欽王 績), 회왕 훈(會王 纁), 복왕 관(福王 綰), 진왕 선(珍王 繕), 무왕 굉(撫王 紘), 악왕 곤(岳王 緄), 원왕 신(袁王 紳), 계왕 륜(桂王 綸), 익왕 작(翼王 綽), 기왕 집(蘄王 緝) |      |
| 권151    | 열전101    |                      | 고숭문(高崇文), 이신(伊愼), 주충량(朱忠亮), 유창예(劉昌裔), 범희조(范希朝), 왕악(王鍔), 염거원(閻巨源), 맹원양(孟元陽), 조창(趙昌) |      |
| 권152    | 열전102    |                      | 마린(馬璘), 학정옥(郝廷玉), 왕누요(王棲曜), 유창(劉昌), 이경략(李景略), 장만복(張萬福), 고고(高固), 학자(郝玼), 단좌(段佐), 사경봉(史敬奉) |      |
| 권153    | 열전103    |                      | 요남중(姚南仲), 유내(劉乃), 원고(袁高), 단평중(段平仲), 설존성(薛存誠), 노탄(盧坦) |      |
| 권154    | 열전104    |                      | 공소부(孔巢父), 허맹용(許孟容), 여원응(呂元膺), 유서초(劉棲楚), 장숙(張宿), 웅망(熊望), 백기(柏耆) |      |
| 권155    | 열전105    |                      | 목녕(穆寧), 최빈(崔邠), 두군(竇群), 이손(李遜), 설융(薛戎) |      |
| 권156    | 열전106    |                      | 우적(于頔), 한홍(韓弘), 왕지흥(王智興) |      |
| 권157    | 열전107    |                      | 왕굉(王翃), 치사미(郗士美), 이용(李鄘), 신비(辛秘), 마총(馬摠), 위홍경(韋弘景), 왕언위(王彦威) |      |
| 권158    | 열전108    |                      | 무원형(武元衡), 정여경(鄭餘慶), 위관지(韋貫之) |      |
| 권159    | 열전109    |                      | 위차공(衛次公), 정인(鄭絪), 위처후(韋處厚), 최군(崔群), 노수(路隨) |      |
| 권160    | 열전110    |                      | 한유(韓愈), 장적(張籍), 맹교(孟郊), 당구(唐衢), 이고(李翱), 우문적(宇文籍), 유유석(劉禹錫), 류종원(柳宗元), 한사(韓辭) |      |
| 권161    | 열전111    |                      | 이광진(李光進), 오중윤(烏重胤), 왕패(王沛), 이공(李珙), 이우(李祐), 동중질(董重質), 양원경(楊元卿), 유오(劉悟), 유면(劉沔), 석웅(石雄) |      |
| 권162    | 열전112    |                      | 반맹양(潘孟陽), 이소(李翛), 왕수(王遂), 조화(曹華), 위수(韋綬), 정권(鄭權), 노사매(盧士玫), 한전의(韓全義), 고하우(高霞寓), 고우(高瑀), 최융(崔戎), 육긍(陸亙), 장정보(張正甫) |      |
| 권163    | 열전113    |                      | 맹간(孟簡), 호증(胡證), 최원략(崔元略), 두원영(杜元穎), 최홍례(崔弘禮), 이우중(李虞仲), 왕질(王質), 노간사(盧簡辭) |      |
| 권164    | 열전114    |                      | 왕파(王播), 이강(李絳), 양어릉(楊於陵) |      |
| 권165    | 열전115    |                      | 위하경(韋夏卿), 왕정아(王正雅), 류공작(柳公綽), 최현량(崔玄亮), 온조(溫造), 곽승하(郭承嘏), 은유(殷侑), 서회(徐晦) |      |
| 권166    | 열전116    |                      | 원진(元稹), 백거역(白居易) |      |
| 권167    | 열전117    |                      | 조종유(趙宗儒), 두역직(竇易直), 이봉길(李逢吉), 단문창(段文昌), 송신석(宋申錫), 이정(李程) |      |
| 권168    | 열전118    |                      | 위온(韋溫), 독고울(獨孤鬱), 전휘(錢徽), 고익(高釴), 풍숙(馮宿), 봉오(封敖) |      |
| 권169    | 열전119    |                      | 이훈(李訓), 정주(鄭注), 왕애(王涯), 왕번(王璠), 가속(賈餗), 서원여(舒元輿), 곽행여(郭行餘), 나입신(羅立言), 이효본(李孝本) |      |
| 권170    | 열전120    |                      | 배도(裴度) |      |
| 권171    | 열전121    |                      | 이발(李渤), 장중방(張仲方), 배린(裴潾), 이중민(李中敏), 이감(李甘), 고원유(高元裕), 이한(李漢), 이경검(李景儉) |      |
| 권172    | 열전122    |                      | 영호초(令狐楚), 우승유(牛僧孺), 소면(蕭俛), 이석(李石) |      |
| 권173    | 열전123    |                      | 정담(鄭覃), 진이행(陳夷行), 이신(李紳), 오여납(吳汝納), 이회(李回), 이각(李珏), 이고신(李固言) |      |
| 권174    | 열전124    |                      | 이덕유(李德裕) |      |
| 권175    | 열전125    | 헌종 제자 (憲宗諸子) | 혜소태자 녕(惠昭太子 寧), 예왕 운(澧王 惲), 심왕 종(深王 悰), 양왕 흔(洋王 忻), 강왕 오(絳王 悟), 건왕 각(建王 恪), 부왕 경(鄜王 憬), 경왕 열(瓊王 悅), 면왕 순(沔王 恂), 무왕 역(婺王 懌), 무왕 음(茂王 愔), 치왕 협(淄王 協), 형왕 담(衡王 憺), 전왕 충(澶王 㤝), 체왕 췌(棣王 惴), 팽왕 척(彭王 惕), 신왕 탄(信王 憻), 영왕 책(榮王 㥽) |      |
| 권175    | 열전125    | 목종 제자 (穆宗諸子) | 회의태자 주(懷懿太子 湊), 안왕 용(安王 溶) |      |
| 권175    | 열전125    | 경종 제자 (敬宗諸子) | 도회태자 보(悼懷太子 普), 양왕 휴복(梁王 休復), 양왕 집중(襄王 執中), 기왕 언양(紀王 言揚), 진왕 성미(陳王 成美) |      |
| 권175    | 열전125    | 문종 제자 (文宗諸子) | 장각태자 영(莊恪太子 永), 장왕 종검(蔣王 宗儉) |      |
| 권175    | 열전125    | 무종 제자 (武宗諸子) | 기왕 준(杞王 峻), 익왕 현(益王 峴), 연왕 기(兗王 岐), 덕왕 역(德王 嶧), 창왕 차(昌王 嵯) |      |
| 권175    | 열전125    | 선종 제자 (宣宗諸子) | 정회태자 한(靖懷太子 漢), 아왕 경(雅王 涇), 위왕 관(衛王 灌), 기왕 자(夔王 滋), 경왕 기(慶王 沂), 복왕 택(濮王 澤), 악왕 윤(鄂王 潤), 회왕 흡(懷王 洽), 소왕 예(昭王 汭), 강왕 문(康王 汶), 광왕 옹(廣王 澭) |      |
| 권175    | 열전125    | 의종 제자 (懿宗諸子) | 위왕 일(魏王 佾), 경왕 건(涼王 健), 촉왕 길(蜀王 佶), 함왕 간(鹹王 侃), 길왕 보(吉王 保), 목왕 의(睦王 倚) |      |
| 권175    | 열전125    | 희종 제자 (僖宗諸子) | 건왕 진(建王 震), 익왕 승(益王 升) |      |
| 권175    | 열전125    | 소종 제자 (昭宗諸子) | 덕왕 유(德王 裕), 체왕 우(棣王 祤), 건왕 계(虔王 禊), 기왕 인(沂王 禋), 수왕 의(遂王 禕), 경왕 비(景王 祕), 기왕 기(祁王 祺), 아왕 진(雅王 禛), 경왕 상(瓊王 祥) |      |
| 권176    | 열전126    |                      | 이종민(李宗閔), 양사복(楊嗣復), 양우경(楊虞卿), 마식(馬植), 이양이(李讓夷), 위모(魏謩), 주지(周墀), 최귀종(崔龜從), 정숙(鄭肅), 노상(盧商) |      |
| 권177    | 열전127    |                      | 최신유(崔愼由), 최공(崔珙), 노균(盧鈞), 배휴(裴休), 양수(楊收), 위보형(韋保衡), 노암(路巖), 하후자(夏侯孜), 유첨(劉瞻), 유전(劉瑑), 조확(曹確), 필성(畢諴), 두심권(杜審權), 유업(劉鄴), 두로전(豆盧瑑) |      |
| 권178    | 열전128    |                      | 조은(趙隱), 장석(張裼), 이울(李蔚), 최언소(崔彦昭), 정전(鄭畋), 노휴(盧攜), 왕휘(王徽) |      |
| 권179    | 열전129    |                      | 소구(蕭遘), 공위(孔緯), 위소도(韋昭度), 최소위(崔昭緯), 장준(張濬), 주박(朱朴), 정계(鄭綮), 유숭망(劉崇望), 서언약(徐彦若), 육의(陸扆), 류찬(柳璨) |      |
| 권180    | 열전130    |                      | 주극융(朱克融), 이재의(李載義), 양지성(楊志誠), 장중무(張仲武), 장윤신(張允伸), 장공소(張公素), 이가거(李可擧), 이전충(李全忠) |      |
| 권181    | 열전131    |                      | 사헌성(史憲誠), 하진도(何進滔), 한윤충(韓允忠), 악언정(樂彦禎), 나홍신(羅弘信) |      |
| 권182    | 열전132    |                      | 왕중영(王重榮), 왕처존(王處存), 제갈상(諸葛爽), 고변(高駢), 시부(時溥), 주선(朱瑄) |      |
| 권183    | 열전133    | 외척 (外戚)          | 독고회은(獨孤懷恩), 두덕명(竇德明), 장손창(長孫敞), 무승사(武承嗣), 위온(韋溫), 왕인교(王仁皎), 오서(吳溆), 두유(竇覦), 류성(柳晟), 왕자안(王子顔) |      |
| 권184    | 열전134    | 환관 (宦官)          | 양사욱(楊思勖), 고력사(高力士), 이보국(李輔國), 정원진(程元振), 어조은(魚朝恩), 두문장(竇文場), 곽선명(霍仙鳴), 구문진(俱文珍), 토돌승최(吐突承璀), 왕수징(王守澄), 전영자(田令孜), 양복광(楊復光), 양복공(楊復恭) |      |
| 권185-상 | 열전135-상 | 양리 (良吏) 상       | 위인수(韋仁壽), 장윤제(張允濟), 이동객(李桐客), 이소립(李素立), 설대정(薛大鼎), 가돈이(賈敦頤), 이군구(李君球), 최지온(崔知溫), 고지주(高智周), 전인회(田仁會), 위기(韋機), 권회은(權懷恩), 풍원상(馮元常), 장엄(蔣儼), 왕방익(王方翼), 설계창(薛季昶) |      |
| 권185-하 | 열전135-하 | 양리 (良吏) 하       | 배회고(裴懷古), 장지건(張知謇), 양원염(楊元琰), 예약수(倪若水), 이준(李浚), 양교(陽嶠), 강사도(姜師度), 강순(强循), 반호례(潘好禮), 양무겸(楊茂謙), 양인(楊諲), 최은보(崔隱甫), 이상은(李尙隱), 여인(呂諲), 소정(蕭定), 장연(蔣沇), 이혜등(李惠登), 임적간(任迪簡), 범전정(范傳正), 원자(袁滋), 설빈(薛蘋), 염제미(閻濟美) |      |
| 권186-상 | 열전136-상 | 혹리 (酷吏) 상       | 내준신(來俊臣), 주흥(周興), 부유예(傅遊藝), 구신적(丘神勣), 색원례(索元禮), 후사지(侯思止), 만국준(萬國俊), 내자순(來子珣), 왕홍의(王弘義), 곽패(郭霸), 길욱(吉頊) |      |
| 권186-하 | 열전136-하 | 혹리 (酷吏) 하       | 요소지(姚紹之), 주이정(周利貞), 왕욱(王旭), 길온(吉溫), 나희석(羅希奭), 모약허(毛若虛), 경우(敬羽) |      |
| 권187-상 | 열전137-상 | 충의 (忠義) 상       | 하후단(夏侯端), 유감(劉感), 상달(常達), 나사신(羅士信), 여자장(呂子臧), 이공일(李公逸), 장선상(張善相), 이현통(李玄通), 경군홍(敬君弘), 풍립(馮立), 사숙방(謝叔方), 왕의방(王義方), 성삼랑(成三郞), 윤원정(尹元貞), 고예(高睿), 왕동교(王同皎), 소안항(蘇安恆), 유문준(兪文俊), 연흠융(燕欽融), 안금장(安金藏) |      |
| 권187-하 | 열전137-하 | 충의 (忠義) 하       | 이징(李憕), 장개연(張介然), 최무피(崔無詖), 노혁(盧奕), 장청(蔣淸), 안고경(顔杲卿), 설원(薛願), 장순(張巡), 허원(許遠), 정천리(程千里), 원광정(袁光庭), 소진(邵眞), 부린(符璘), 조엽(趙曄), 석연분(石演芬), 장비(張伾), 견제(甄濟), 유돈유(劉敦儒), 고목(高沐), 가직언(賈直言), 유경휴(庾敬休), 신당(辛讜) |      |
| 권188    | 열전138    | 효우 (孝友)          | 이지본(李知本), 장지관(張志寬), 유군량(劉君良), 왕군조(王君操), 조홍지(趙弘智), 진집원(陳集原), 원양(元讓), 배경이(裴敬彜), 배수진(裴守眞), 이일지(李日知), 최면(崔沔), 육남금(陸南金), 장수(張琇), 양문정(梁文貞), 최연(崔衍), 정공저(丁公著), 나양(羅讓) |      |
| 권189-상 | 열전139-상 | 유학 (儒學) 상       | 서문원(徐文遠), 육덕명(陸德明), 조헌(曹憲), 구양순(歐陽詢), 주자사(朱子奢), 장사형(張士衡), 가공언(賈公彦), 장후윤(張後胤), 개문달(蓋文達), 곡나률(谷那律), 소덕언(蕭德言), 허숙아(許叔牙), 경파(敬播), 유백장(劉伯莊), 진경통(秦景通), 나도종(羅道琮) |      |
| 권189-하 | 열전139-하 | 유학 (儒學) 하       | 형문위(邢文偉), 고자공(高子貢), 낭여령(郎餘令), 노경순(路敬淳), 왕원감(王元感), 왕소종(王紹宗), 위숙하(韋叔夏), 축흠명(祝欽明), 곽산운(郭山惲), 류충(柳冲), 노찬(盧粲), 윤지장(尹知章), 서대(徐岱), 소변(蘇弁), 육질(陸質), 풍항(馮伉), 위표미(韋表微), 허강좌(許康佐) |      |
| 권190-상 | 열전140-상 | 문원 (文苑) 상       | 공소안(孔紹安), 원랑(袁朗), 가덕인(賀德仁), 유포(庾抱), 채윤공(蔡允恭), 정세익(鄭世翼), 사언(謝偃), 최신명(崔信明), 장온고(張蘊古), 유윤지(劉胤之), 장창령(張昌齡), 최행공(崔行功), 서제담(徐齊聃), 두역간(杜易簡), 노조린(盧照鄰), 양형(楊炯), 왕발(王勃), 낙빈왕(駱賓王), 등현정(鄧玄挺) |      |
| 권190-중 | 열전140-중 | 문원 (文苑) 중       | 곽정일(郭正一), 원만경(元萬頃), 교지지(喬知之), 유윤제(劉允濟), 부가모(富嘉謨), 원반천(員半千), 유헌(劉憲), 심전기(沈佺期), 진자앙(陳子昻), 송지간(宋之問), 염조은(閻朝隱), 가증(賈曾), 허경선(許景先), 하지장(賀知章), 석예(席豫), 제완(齊浣), 왕완(王浣), 이옹(李邕), 손적(孫逖) |      |
| 권190-하 | 열전140-하 | 문원 (文苑) 하       | 이화(李華), 소영사(蕭穎士), 육거(陸據), 최호(崔顥), 왕창령(王昌齡), 맹호연(孟浩然), 원덕수(元德秀), 왕유(王維), 이백(李白), 두보(杜甫), 오통현(吳通玄), 왕중서(王仲舒), 최함(崔咸), 유분(劉蕡), 이상은(李商隱), 온정균(溫庭筠), 설봉(薛逢), 이증(李拯), 이거천(李巨川), 사공도(司空圖) |      |
| 권191    | 열전141    | 방기 (方伎)          | 최선위(崔善爲), 설이(薛頤), 견권(甄權), 송협(宋俠), 허윤종(許胤宗), 을불홍례(乙弗弘禮), 원천강(袁天綱), 손사막(孫思邈), 명숭엄(明崇儼), 장경장(張憬藏), 이사진(李嗣眞), 장문중(張文仲), 상헌보(尙獻甫), 맹선(孟詵), 엄선사(嚴善思), 김양봉(金梁鳳), 장과(張果), 엽법선(葉法善), 승 현장(僧 玄奘), 승 신수(僧 神秀), 승 일행(僧 一行), 상도무(桑道茂) |      |
| 권192    | 열전142    | 은일 (隱逸)          | 왕적(王績), 전유암(田遊巖), 사덕위(史德義), 왕우정(王友貞), 노홍일(盧鴻一), 왕희이(王希夷), 위대경(衛大經), 이원개(李元愷), 왕수신(王守愼), 서인기(徐仁紀), 손처현(孫處玄), 백이충(白履忠), 왕원지(王遠知), 반사정(潘師正), 유도합(劉道合), 사마승정(司馬承禎), 오균(吳筠), 공술예(孔述睿) |      |
| 권193    | 열전143    | 열녀 (列女)          | 이덕무 처 배씨(李德武 妻 裴氏), 양경 처 왕씨(楊慶 妻 王氏), 양삼안 처 이씨(楊三安 妻 李氏), 위형 처 왕씨(魏衡 妻 王氏), 번회인 처 경씨(樊會仁 母 敬氏), 강주효녀 위씨(絳州孝女 衛氏), 복주효녀 가씨(濮州孝女 賈氏), 정의종 처 노씨(鄭義宗 妻 盧氏), 유적 처 하후씨(劉寂 妻 夏侯氏), 초왕영구비 상관씨(楚王靈龜妃 上官氏), 양소종 처 왕씨(楊紹宗 妻 王氏), 우민직 처 장씨(于敏直 妻 張氏), 기주여자 왕씨(冀州女子 王氏), 번언침 처 위씨(樊彦琛 妻 魏氏), 추보영 처 해씨(鄒保英 妻 奚氏), 송정유 처 위씨(宋庭瑜 妻 魏氏), 최회 처 노씨(崔繪 妻 盧氏), 봉천현 두씨의 2녀(奉天縣 竇氏 二女), 노보 처 이씨(盧甫 妻 李氏), 추대징 처 부씨(鄒待徵 妻 簿氏), 이단 처(李湍 妻), 동창령 모친 양씨(董昌齡 母 楊氏), 난릉현군 소씨(蘭陵縣君 蕭氏), 창현군 정씨(昌縣君 程氏), 여도사 이현진(女道士 李玄眞), 효녀 왕화자(孝女 王和子) |      |
| 권194-상 | 열전144-상 | 돌궐 (突厥) 상       | 동돌궐(東突厥) |      |
| 권194-하 | 열전144-하 | 돌궐 (突厥) 하       | 서돌궐(西突厥) |      |
| 권195    | 열전145    | 회흘 (迴紇)          | 회흘(迴紇) |      |
| 권196-상 | 열전146-상 | 토번 (吐蕃) 상       | 토번(吐蕃) |      |
| 권196-하 | 열전146-하 | 토번 (吐蕃) 하       | 토번(吐蕃) |      |
| 권197    | 열전147    | 남만 (南蠻)          | 임읍(林邑), 파리(婆利), 반반(盤盤), 정랍(貞臘), 수진랍(水眞臘), 타원(陀洹), 가릉(訶陵), 타화라(墮和羅), 타파등(墮婆登), 동사만(東謝蠻), 서조만(西趙蠻), 장가만(牂牁蠻), 남평료(南平獠), 동녀국(東女國), 남조만(南詔蠻), 표국(驃國) |      |
| 권197    | 열전147    | 서남만 (西南蠻)      | 임읍(林邑), 파리(婆利), 반반(盤盤), 정랍(貞臘), 수진랍(水眞臘), 타원(陀洹), 가릉(訶陵), 타화라(墮和羅), 타파등(墮婆登), 동사만(東謝蠻), 서조만(西趙蠻), 장가만(牂牁蠻), 남평료(南平獠), 동녀국(東女國), 남조만(南詔蠻), 표국(驃國) |      |
| 권198    | 열전148    | 서융 (西戎)          | 니파라(泥婆羅), 당항강(党項羌), 고창(高昌), 토욕혼(吐谷渾), 언기(焉耆), 소륵(疏勒), 어전(於闐), 천축(天竺), 계빈(罽賓), 발률(勃律), 강국(康國), 파사(波斯), 불림국(拂菻國), 대식국(大食國) |      |
| 권199-상 | 열전149-상 | 동이 (東夷)          | 고려(高麗), 백제(百濟), 신라(新羅), 왜(倭), 일본(日本) |      |
| 권199-하 | 열전149-하 | 북적 (北狄)          | 철륵(鐵勒), 거란(契丹), 해(奚), 실위(室韋), 말갈(靺鞨), 발해말갈(渤海靺鞨), 습(霫), 오라혼(烏羅渾) |      |
| 권200-상 | 열전150-상 |                      | 안록산(安祿山), 고상(高尙), 손효철(孫孝哲), 사사명(史思明) |      |
| 권200-하 | 열전150-하 |                      | 주자(朱泚), 황소(黃巢), 진종권(秦宗權) |      |

### 부록(附錄)
- 서문(序文)